# Sultanat de Siak
Pour les articles homonymes, voir Siak.
1723 – 1946

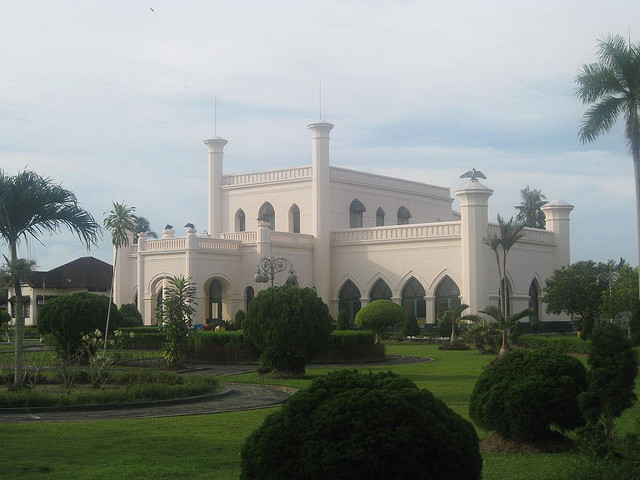
Le palais des sultans de Siak à Siak Sri Indrapura

Le sultanat de Siak Sri Indrapura était un État princier d'Indonésie qui a existé de 1723 à 1946. Son territoire correspondait aux actuels kabupaten de Siak et de Bengkalis dans la province de Riau. Sa capitale était Siak Sri Indrapura.
Le fondateur de Siak est Raja Kecik, qui prend le titre de Sultan Abdul Jalil Rahmad Syah en 1723. Kecik avait échoué à s'emparer du trône de Johor (État de l'actuelle Malaisie), n'étant pas un fils du Sultan Mahmud Syah II.
À la suite de la proclamation de l'indépendance de l'Indonésie en 1945, le dernier souverain de Siak, le sultan Syarif Kasim II, déclare l'intégration de son royaume dans la jeune république.
Aujourd'hui, Siak est un kabupaten (département) de la province.

L'actuel kabupaten de Siak dans la province de Riau

L'actuel kabupaten de Bengkalis dans la province de Riau

## Histoire
Le nom de Siak est attesté dès le XIVe siècle apr. J.-C. Le Nagarakertagama, un poème épique écrit en 1365 dans le royaume javanais de Majapahit, mentionne Siak parmi les quelque cent "contrées tributaires" du royaume. En réalité, le territoire contrôlé par Majapahit ne s'étendait que sur une partie de l'est et du centre de Java. Les "contrées tributaires" étaient en fait des comptoirs formant un réseau commercial dont Majapahit était le centre. Majapahit y envoyait des dignitaires dont le rôle était de s'assurer que ces comptoirs ne s'adonnaient pas à un commerce privé qui échapperait au royaume.
Fondé au XVIe siècle, Siak était l'un des grands sultanats de l'actuelle province de Riau. Il s'est maintenu jusqu'en 1946, quand, à la suite de la reddition des troupes d'occupations japonaises, un soulèvement populaire a provoqué la disparition de la famille royale.
En 1854, Aceh envoie une flotte destinée à forcer les États princiers de la côte est de Sumatra à reconnaître la suzeraineté de son sultan Ibrahim. Se reconnaissant impuissant à repousser cette prétention, le sultan de Siak, Ismail, se rend à Singapour en 1856 pour demander l'aide du gouverneur britannique E. A. Blundell. Il y passe un accord avec un certain Adam Wilson, clerc en chef dans une maison de commerce, en échange de droits de commerce exclusifs à Siak. Contre l'avis de Bblundell, Wilson se rend à Siak à la tête d'une troupe. Le raja muda (deuxième personnage du royaume) Tengku Putra, considérant que c'est là une violation du traité de 1824, demande à Blundell de l'aider à expulser Wilson. Blundell feignant de ne rien savoir de cette affaire, Putra demande l'aide du résident néerlandais de Riau. Les Néerlandais chassent Wilson de Siak en 1857.
En 1858, le sultanat signe avec les Néerlandais un traité dont le but est surtout de dissuader des aventuriers venus des Straits Settlements  d'intervenir dans la zone d'influence néerlandaise (Wilson s'était par exemple attribué le titre de "raja de Bengkalis", territoire qui appartenait alors à Siak).
Siak commence à intéresser les hommes d'affaires et les administrateurs coloniaux européens. Des rumeurs affirment que l'intérieur des terres possède des gisements d'étain. Le sultanat, ainsi que celui voisin d'Indragiri, sont intégrés à la residentie Riouw (Riau), jusque-là constituée des seules îles Riau.
En 1873, le gouvernement colonial crée la residentie Siak, qui couvre toute la côte nord-est de Sumatra jusqu'au sultanat de Deli. Le transfert en 1887 de la capitale de la residentie, rebaptisée Oostkust van Sumatra ("côte orientale de Sumatra") de Siak à Medan, la capitale de Deli, entérine la perte d'importance du sultanat pour les Néerlandais.

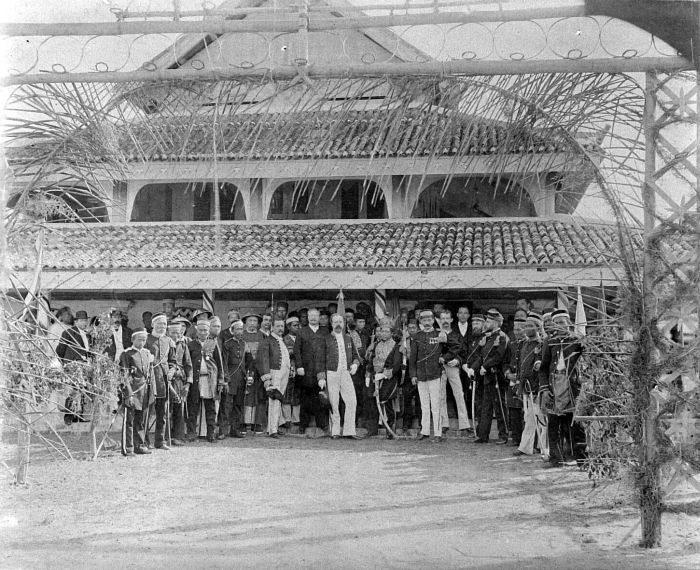
L'installation du sultan de Siak en 1899

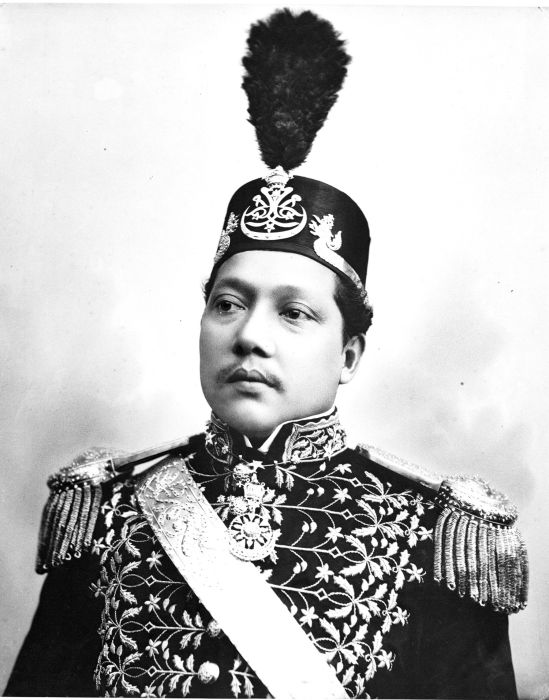
Le sultan (1910-1939)

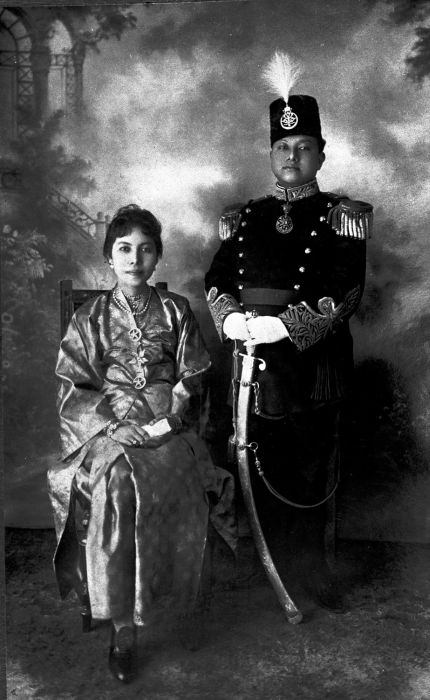
Le sultan et son épouse (photo prise entre 1900 et 1940)

## Le palais des sultans de Siak
En 1889, le 11e sultan, Syarif Hasyim Abdul Jalil Syarifuddin fait construire un palais de style mauresque à 120 km en amont de Pekanbaru sur le fleuve Siak. C'est aujourd'hui un musée.
Avant sa construction, le sultan fit un tour d'Europe, visitant les Pays-Bas et l'Allemagne. On retrouve dans l'architecture du palais des influences européennes qui s'allient harmonieusement aux éléments malais et mauresques. Le sultan fit venir des meubles d'Europe.

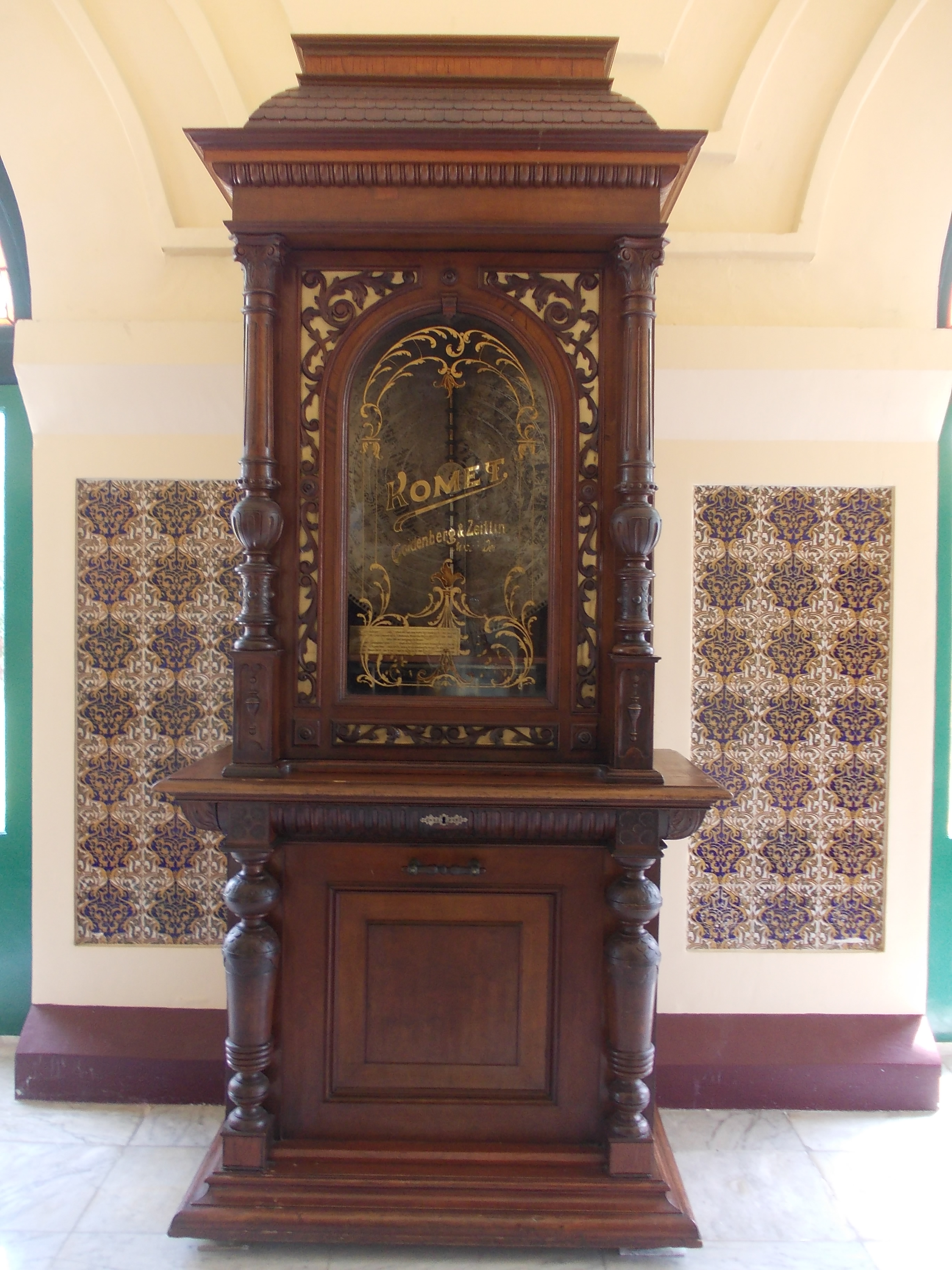
Le Komet

Le palais contient des objets cérémoniels royaux, tels une couronne plaquée d'or et sertie de diamants, un trône doré ainsi que des objets personnels du sultan Syarif Qasyim Sultan et de sa femme, tels la "Komet", un instrument de musique multi-centenaire dont on dit qu'il n'existe que deux exemplaires au monde. La Komet fonctionne toujours, et l'on s'en sert pour jouer des œuvres de compositeurs tels que Beethoven, Mozart et Strauss.
La fondation du palais de Siak a sa part de mythe. On raconte qu'alors que le sultan et ses dignitaires discutaient du projet, apparut soudain un dragon blanc à la surface du fleuve Siak. On interpréta la présence du dragon comme un signe de bénédiction du projet et de bon augure pour la grandeur du royaume. Pour immortaliser le dragon, le sultan en fit l'emblème officiel du royaume. Les piliers du palais furent décorés d'ornements en forme de dragons.
En plus du palais, le sultan fit construire non loin une salle d'audience, le "Balairung Sari" ("salle des fleurs").
À la droite de la porte principale de la mosquée Syahabuddin se trouve le cimetière de la famille royale, avec sa décoration d'art musulman.